# Jack Haley (attore)
Jack Haley, nome d'arte di John Joseph Haley Jr. (Boston, 10 agosto 1898 – Los Angeles, 6 giugno 1979), è stato un attore statunitense.
È conosciuto soprattutto per aver interpretato l'uomo di latta nel film Il mago di Oz (1939).

## Biografia
Secondogenito della sua famiglia, suo fratello Bill morì nel 1915 a 20 anni per una polmonite, dopo essersi ammalato di tubercolosi.
Recitò principalmente in commedie brillanti e in musical, al fianco di Shirley Temple e Frank Sinatra. Viene ricordato maggiormente per aver interpretato il ruolo dell'uomo di latta ne Il mago di Oz (1939), per la regia di Victor Fleming. Venne scritturato nel cast dopo il forfait di Buddy Ebsen, allergico alla polvere d'alluminio utilizzata per il trucco dell'uomo di latta. Jack Haley ricorderà la lavorazione del film come un vero e proprio "inferno" a causa della scomodità dei costumi. 
Continuò a recitare nei musical anche negli anni quaranta. 
Nel 1921 sposò l'attrice e ballerina Florence McFadden, dalla quale ebbe due figli, Gloria (1923-2010, che scrisse una biografia sul padre) e Jack jr. (1933-2001, che sposò in seguito Liza Minnelli, figlia di Judy Garland). Fu inoltre padrino di John Lahr, critico teatrale e figlio del collega Bert Lahr con cui recitò ne Il mago di Oz.
Morì nel 1979 per un infarto cardiaco, a Los Angeles, all'età di 81 anni.

## Filmografia parziale

### Cinema
- Broadway Madness, regia di Burton L. King (1927)
- Mr. Broadway, regia di Johnnie Walker, Edgar G. Ulmer (1933)
- Abbasso le bionde (Redheads on Parade), regia di Norman Z. McLeod (1935)
- Una povera bimba milionaria (The Poor Little Rich Girl), regia di Irving Cummings (1936)
- Mister Cinderella, regia di Edward Sedgwick (1936)
- Quei cari parenti (Danger - Love at Work), regia di Otto Preminger (1937)
- Rondine senza nido (Rebecca of Sunnybrook Farm, regia di Allan Dwan (1938)
- Scegliete una stella (Pick a Star), regia di Edward Sedgwick (1938)
- La grande strada bianca (Alexander's Ragtime Band), regia di Henry King (1938)
- Il mago di Oz (The Wizard of Oz), regia di Victor Fleming (1939)
- Appuntamento a Miami (Moon over Miami), regia di Walter Lang (1941)
- Al di là dell'orizzonte (Beyond the Blue Horizon), regia di Alfred Santell (1942)
- Il denaro non è tutto (Higher and Higher), regia di Tim Whelan (1943)
- Le ragazze dello scandalo (George White's Scandals), regia di Felix E. Feist (1945)
- Canta quando torni a casa (Sing Your Way Home), regia di Anthony Mann (1945)
- New York, New York (1977)

### Televisione
- Westinghouse Desilu Playhouse – serie TV, episodio 1x12 (1959)
- La legge di Burke (Burke's Law) – serie TV, episodio 1x14 (1963)
- Marcus Welby (Marcus Welby, M.D.) – serie TV, episodio 4x06 (1972)

## Doppiatori italiani
- Mario Pisu ne Il mago di Oz (ed. 1949, dialoghi)
- Felice Chiusano ne Il mago di Oz (ed. 1949, canzoni)
- Nino Scardina ne Il mago di Oz (ed. 1980)
- Paolo Bessegato ne Il mago di Oz (ed. 1985)